# 10 (film)
10 is een romantische komedie uit 1979 met in de hoofdrollen Dudley Moore en Bo Derek.

## Verhaal
George Webber (Dudley Moore) wordt verliefd op een mysterieuze vrouw (Bo Derek), ondanks zijn relatie met Samantha Taylor (Julie Andrews). Hoewel de mysterieuze vrouw op trouwen staat, volgt hij haar tot aan de kerk. Hij komt te weten dat ze Jenny heet en de dochter is van een vooraanstaande tandarts. Die avond hebben George en Samantha ruzie over het feit dat George en zijn buurman elkaar bekijken met een telescoop. George boekt een afspraak bij de tandarts, waarvan hij hoort dat zijn dochter op huwelijksreis is naar Mexico. De tandarts vult ook de gaten in de tanden van George. De effecten van de procaïne in combinatie met zijn alcoholverslaving, zorgen ervoor dat George de tandarts verlaat in een trance. George bezoekt hierna het huis van zijn buurman, waar een orgie bezig is. Samantha ziet hem door zijn telescoop.
In een impulsieve bui besluit George om het huwelijkspaar te volgen in Mexico. In de bar ontmoet George een oude kennis, Mary Lewis (Dee Wallace), die erg onzeker is met mannen door tal van stukgelopen relaties. Die avond vrijen George en Mary.
Op een dag ziet George Jenny op het strand, waardoor George zijn fantasie op hol slaat. Intussen ziet hij ook hoe de echtgenoot van Jenny, David (Sam J. Jones) met zijn surfplank afdrijft dieper de zee in. George huurt een catamaran en verwittigt David op tijd. David is fel verbrand en moet naar het hospitaal. Zo kunnen George en Jenny tijd met elkaar doorbrengen. Jenny verleidt hem op de tonen van de Bolero (Ravel). Hoewel George zijn fantasieën in eerste instantie vervuld ziet, neemt Jenny de telefoon op wanneer David belt, terwijl ze met George in bed ligt. Jenny vertelt dat ze bij George is. David gaat echter akkoord met de open relaties van zijn vrouw. George voelt zich gebruikt door Jenny en keert terug naar huis.
Aan het einde van de film vrijt George met zijn vrouw Samantha op de tonen van de Bolero van Ravel.

## Rolverdeling
| Acteur            | Personage       |
| ----------------- | --------------- |
| Dudley Moore      | George Webber   |
| Bo Derek          | Jenny Miles     |
| Julie Andrews     | Samantha Taylor |
| Dee Wallace-Stone | Mary Lewis      |
| Sam J. Jones      | David Hanley    |
| Brian Dennehy     | barman          |
| Max Showalter     | dominee         |
| Robert Webber     | Hugh            |